# La Perouse (Australie)
Pour les articles homonymes, voir La Pérouse (homonymie).
La Perouse est un quartier de la ville australienne de Randwick, situé dans l'État de Nouvelle-Galles du Sud. 

## Géographie

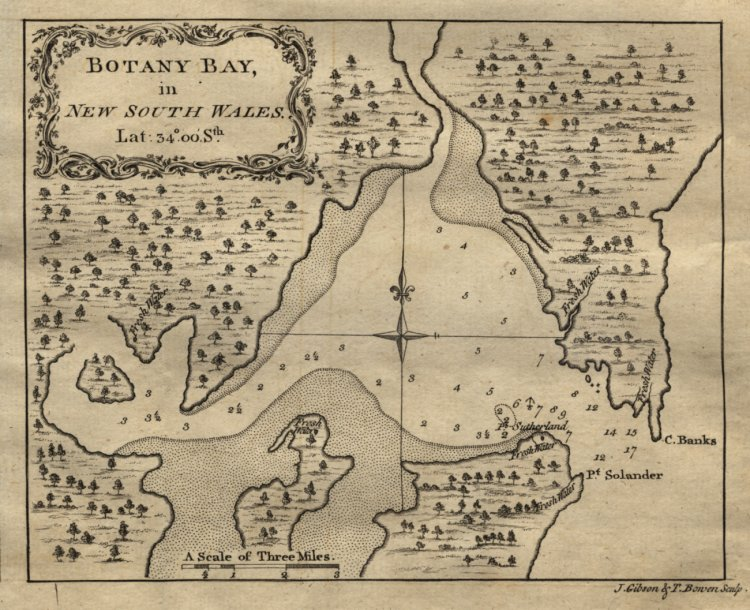
Carte topographique de 1773.

La Perouse est situé sur la péninsule du même nom au nord du passage ouvrant sur Botany Bay, à environ 14 km au sud-est du centre-ville de Sydney.

## Toponymie
La Perouse tient son nom de Jean-François Galaup, comte de Lapérouse (1741-1788), qui accosta à Botany Bay le 26 janvier 1788. On y trouve le musée La Pérouse qui recèle des cartes, des instruments scientifiques et d’autres souvenirs des explorateurs français dans la région.

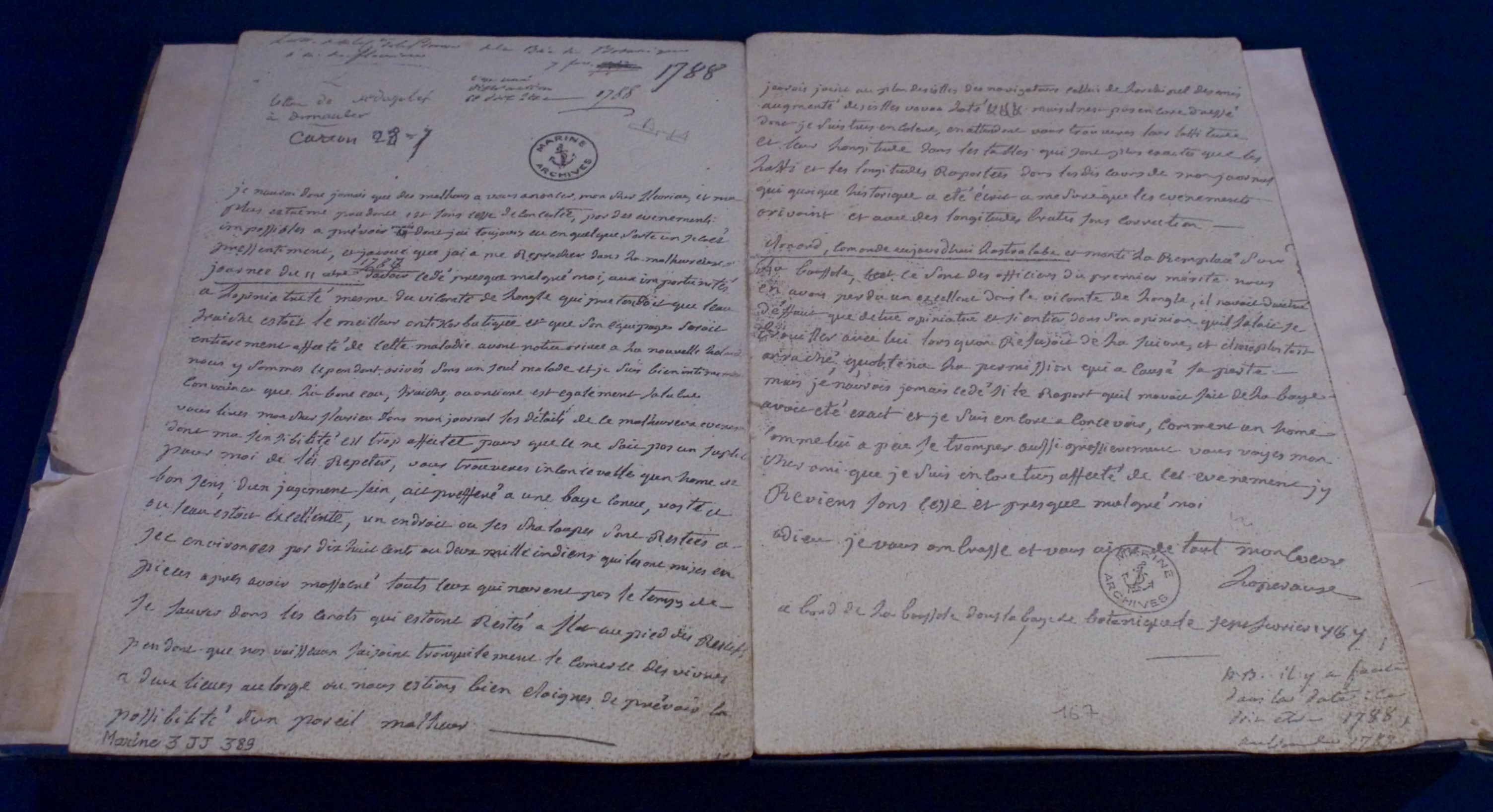
Dernière lettre de Lapérouse écrite en 1788.

Près du musée se trouve également le monument La Pérouse, un obélisque érigé par les Français en 1825. Contrairement aux musées français, la légende dorée de Lapérouse est égratignée, notamment sur la question de ses rapports avec les autochtones. Le site fait partie du parc national de Botany Bay créé en 1970.
C’est aussi l’un des rares endroits de Sydney à porter un nom français.

## Le monument Laperouse et son histoire
C'est donc en 1825 que Bougainville fit ériger ce monument commémoratif qui surplombe la ville. Le lieu a été choisi par le consulat depuis 1945 pour y célébrer le 14 juillet, alors que la France s'est longtemps désintéressée des terres australes.

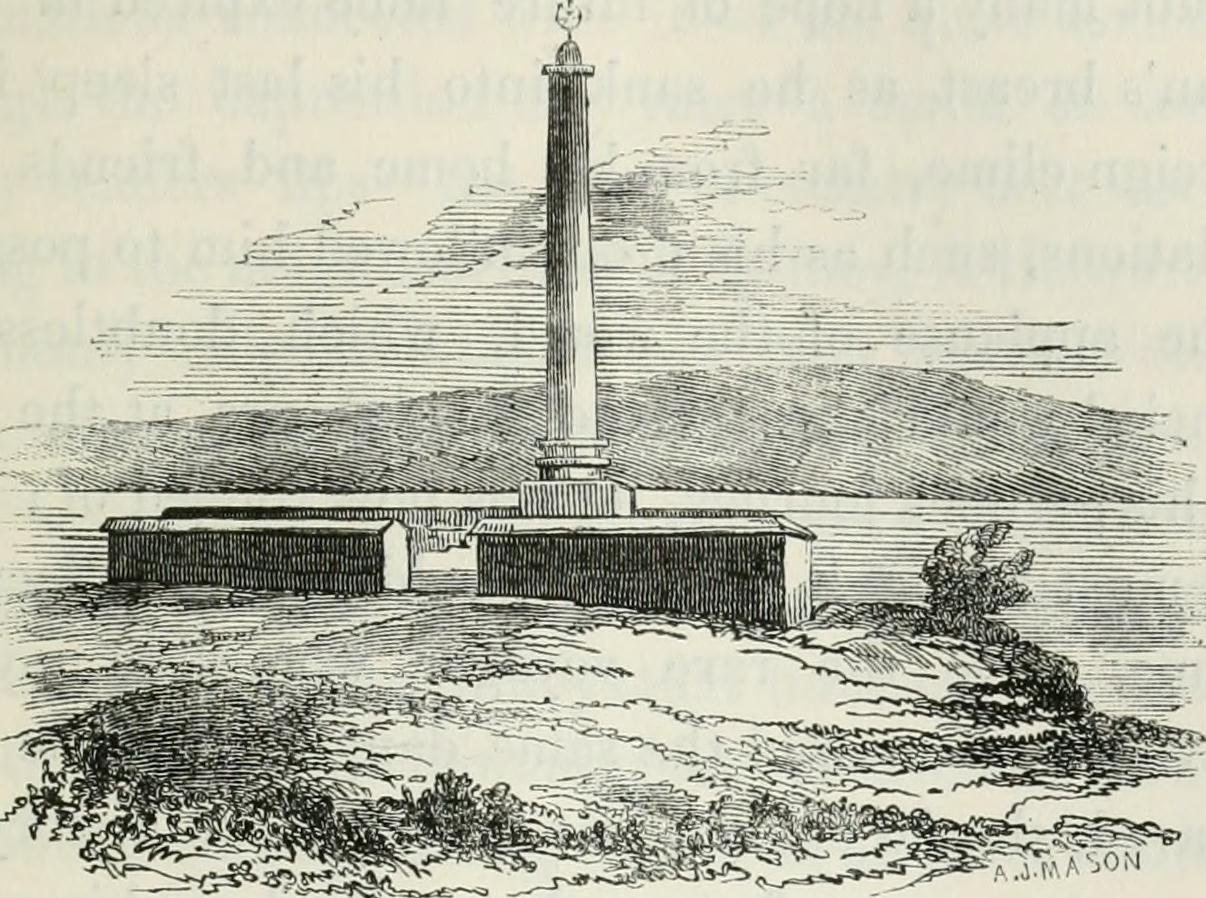
Vue du XIXe siècle de l'obélisque de La Pérouse

La halte de Lapérouse à Botany Bay avait été commanditée par le Ministère de la Marine, à la suite du débarquement en janvier 1788 de la First Fleet du capitaine anglais Philip et de ses huit cents prisonniers.
Mais le souvenir de ce passage s'était rapidement effacé ; trente ans plus tard, il ne restait sur cette péninsule que la tombe du chapelain-naturaliste, le père Louis Receveur, décédé pendant la halte de Lapérouse et l'emplacement du French garden où l'horticulteur Jean Nicolas Collignon avait planté des graines européennes.

Bougainville prend l'initiative d'ériger ce monument en souvenir de la disparition tragique de l'expédition, mais aussi pour commémorer un capitaine-explorateur dévoué au progrès scientifique qu'il considérait comme un héros national. Il confie le projet à l'artiste La Touane et fait approuver le plan et un espace de 126 m² par Sir Thomas Brisbane, le Gouverneur de Nouvelle-Galles du Sud. La colonne dorique surmontée d'un astrolabe porte l'épitaphe suivante en français et en anglais : 

« À la mémoire de Monsieur de La Pérouse, cette terre qu'il visita en MDCCLXXXVIII est la dernière d'où il a fait parvenir de ses nouvelles. Érigé au nom de la France par les soins de MM. de Bougainville et Ducampier, commandant la frégate La Thétis et la corvette L'Espérance en relâche au Port Jackson en MDCCCXXV. »

Ce monument joue un rôle de présence française pendant tout le XIXe siècle et Cape Banks devient le quartier La Perouse. La presqu'île est dorénavant un quartier d'excursion, puisque se trouve également à Kurnell Beach une plaque, beaucoup plus modeste, à la gloire de James Cook. Les artistes viennent peindre ou dessiner le monument. Il est même envisagé d'encourager les nouveaux propriétaires de terrain d'y bâtir sur le modèle d'une maison d'Albi, patrie de La Pérouse. En intégrant le passage de La Pérouse et de ses successeurs dans l'histoire des origines de l'Australie, Scott affirmait que les interventions françaises n'étaient pas concurrentes de la présence anglaise.
Pendant la première moitié du XXe siècle, la fraternité d'armes des deux guerres mondiales contribue à l'amitié franco-australienne et le gouvernement de Nouvelle-Galles du Sud annonce notamment, le 14 juillet 1917, son intention de céder à la France le terrain entourant le monument Lapérouse. Mais le consul Campana renonce au projet le 23 octobre 1923, « n'ayant pas les moyens de le transformer en parc ou en musée. »

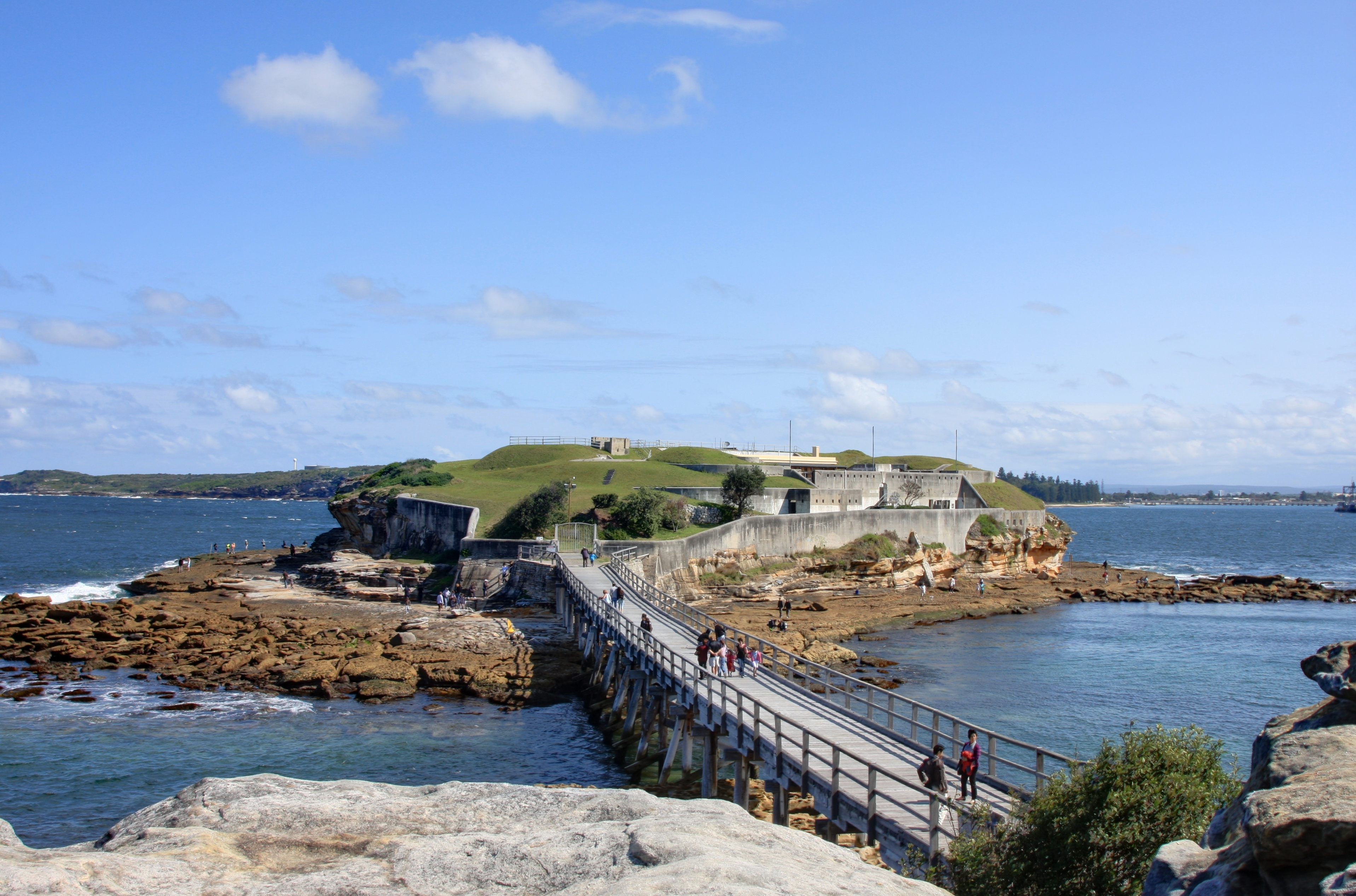
Le fort Lapérouse.

En 1961, à l'occasion de l'inauguration d'une stèle commémorative de la fraternité d'armes franco-australienne dans le parc de l'ambassade de France à Canberra, M. R. G. Menzie dans son discours du 28 juillet 1961, parle de « l'ancienneté de l'amitié franco-australienne datant des premiers jours de la colonisation ». Le monument La Pérouse est devenu un lieu de pèlerinage pour les marins français de passage. Des ex-votos sont appliqués sur le soubassement du monument, portant le nom de navires français ayant fait relâche à Sydney. Ce sont ces mêmes marins de passage qui entretiennent le monument et sa grille. Toutefois, le Courrier australien appelle la communauté locale à prendre en charge « l'entretien de ce monument érigé au bord du Pacifique, comme un cénotaphe autour duquel nous pouvons venir nous recueillir… et communiquer ensemble dans l'héroïsme français. » L'administration des domaines confie l'entretien du monument aux Trustees du mémorial du capitaine Cook pour créer un jardin.
Le samedi 14 juillet 1945, c'est autour du monument Lapérouse qu'est célébrée la fête nationale. Dans son discours du 20 juillet, le consul Eliacheff rappelle que Lapérouse avait promu dès 1788 « les valeurs révolutionnaires de liberté et de fraternité auprès de tous les insulaires du Pacifique. » Pour les autorités de Randwick, cette double célébration est l'occasion de mettre en avant le multiculturalisme australien ; pour l'opinion publique, les médias et les institutions culturelles c'est aussi un prétexte à envisager une histoire différente, la fiction d'une Australie française, l'histoire alternative permettant de remettre en question le déterminisme historique. La présence française est investie d'une signification idéologique liée aux valeurs de progrès et de liberté et non du colonialisme. Le 14 mai 2016, la célébration d'une messe en souvenir du Père Receveur rappelle le rôle de ce franciscain qui était aussi « homme de sciences bien dans l'esprit des lumières du XVIIIe siècle. » Le 7 juin 2017, l'association des Amis de Lapérouse a organisé une conférence sur l’Indépendance Américaine, grâce à la France, par le professeur Peter Anstey de l'Université de Sydney et annoncé le lancement du programme Thalès qui offre des bourses à des étudiants australiens prévoyant d'aller faire une année d'étude à l'Université Nice-Sophia-Antipolis.
Mais, comme le souligne Saliha Belmessous, pour la communauté aborigène de La Perouse, ce monument témoigne de « l'usurpation territoriale dont ils furent les victimes en tant que premiers habitants de la Botany Bay. »

## Le musée Laperouse

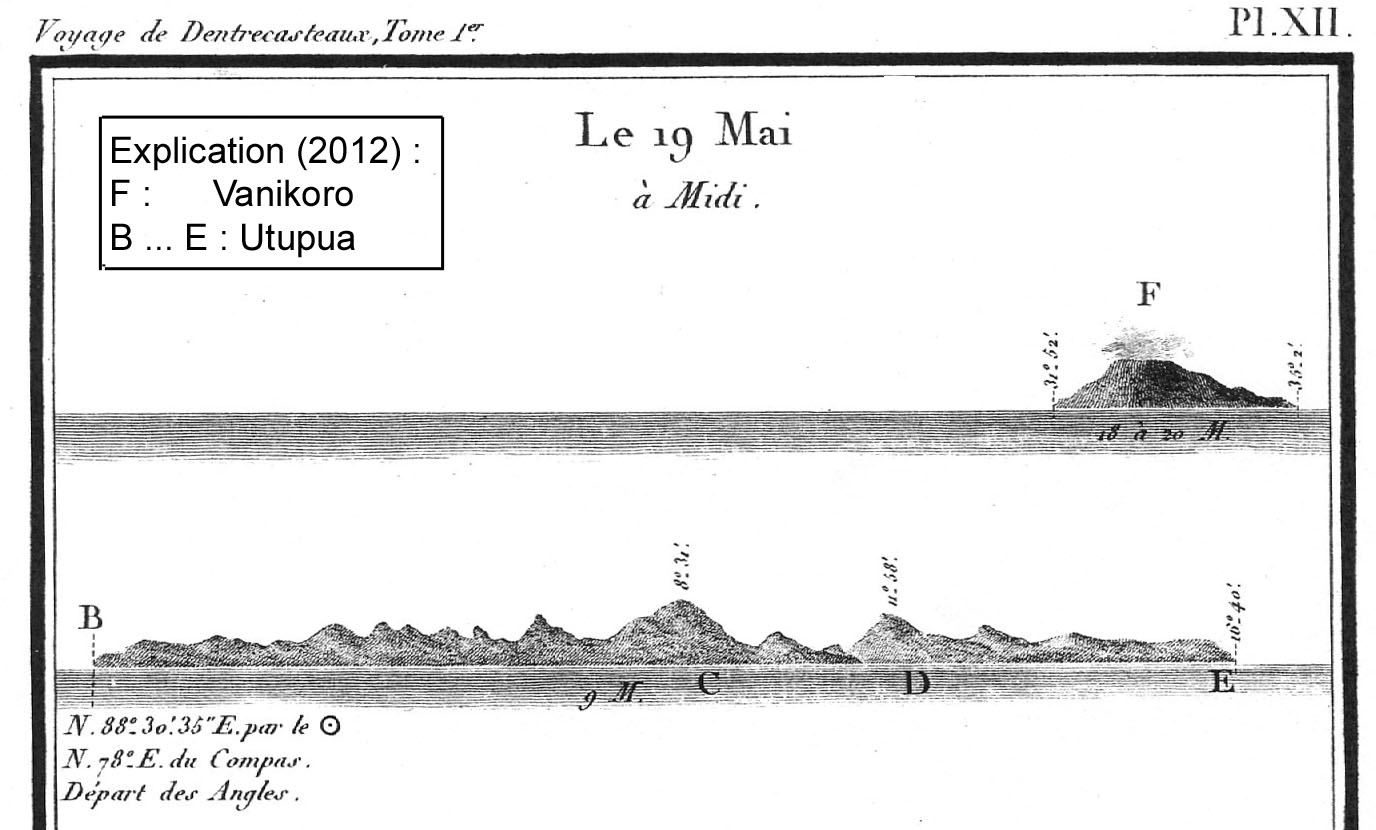
Relevé de l'île de la tempête par Beautemps-Beaupré le 19 mai 1793.

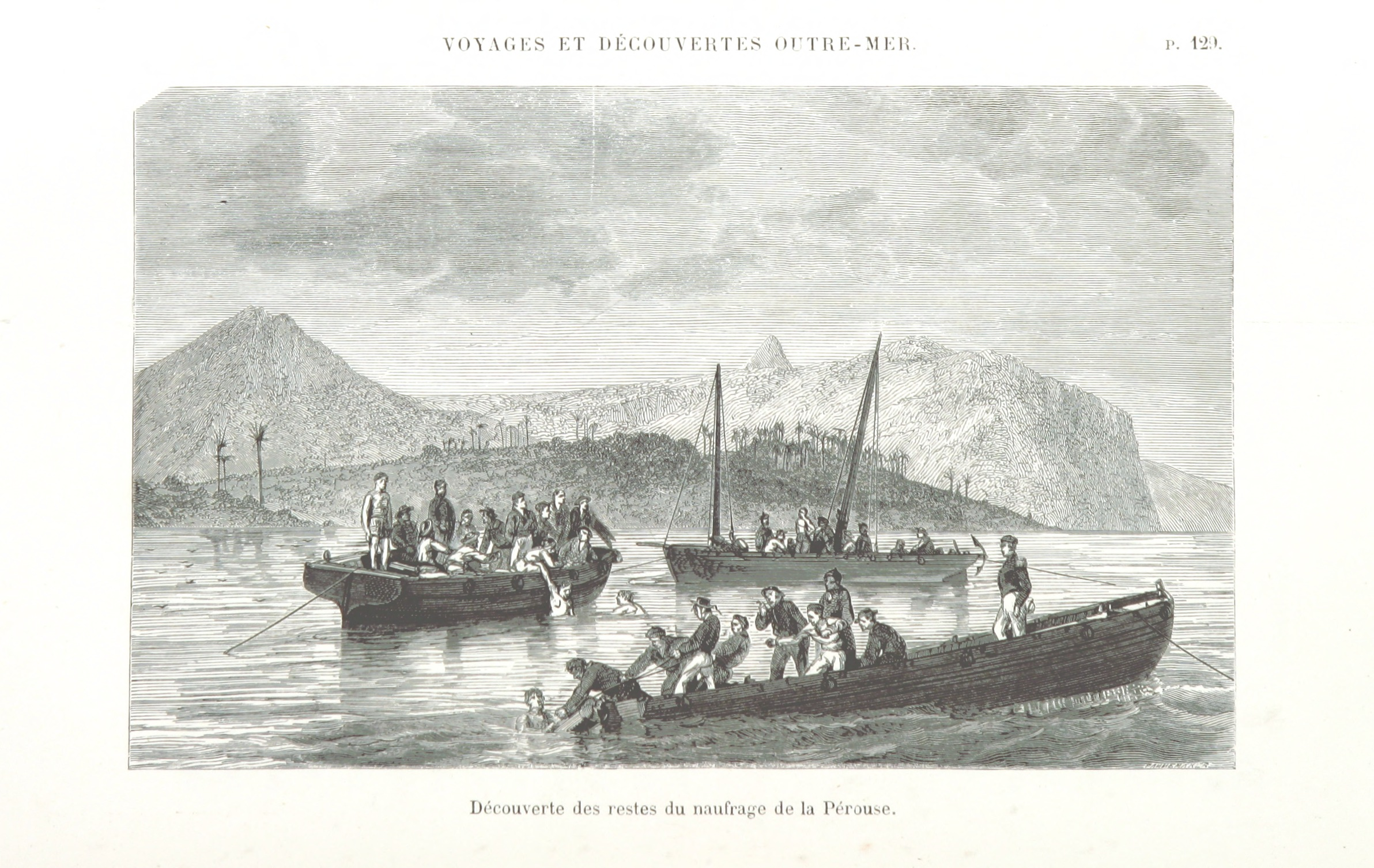
Découverte des restes du naufrage de Lapérouse, Arthur Mangin et Jean-Baptiste Henri Durand-Brager, 1863.

En 1956, à la suite des premières découvertes archéologiques de Vanikoro, l'éditorialiste du Sydney Morning Herald demande qu'une partie des vestiges du naufrage de l'Astrolabe et de la Boussole reviennent en Australie. Cette demande débouchera sur la création d'une association dédiée en 1984 et d'un musée en 1988.
L'inauguration a lieu le 23 février, en présence du Ministre de l'Environnement et de la panification. Le musée est offert au nom de l'association Lapérouse par le Ministre français de la Défense, André Giraud, en tant que président du Comité Français pour le Bicentenaire de l’Australie.
Ce musée est installé dans un monument historique du parc national qui fut longtemps le seul lien entre l'Australie et le reste du monde : c'est en février 1876 que l'Eastern Extension Company installa le premier câble sous-marin entre La Perouse et Cable Bay en Nouvelle-Zélande. En 1881-1882, la compagnie fit construire des bâtiments pour le personnel : on peut encore voir actuellement sous la véranda l'emplacement de l'arrivée des câbles dans la salle des instruments où les opérateurs travaillaient 24 heures sur 24. Elle est flanquée de deux ailes symétriques. Une seconde ligne fut aménagée en 1890 qui aboutissait à Yarra Bay à 7 km au sud de Sydney. La station fut définitivement abandonnée en 1916 et dédiée à d'autres usages, notamment par l'armée du salut comme refuge pour femmes et enfants de 1944 à 1987. Le bâtiment fut alors entièrement restauré et le musée Lapérouse s'installa en janvier 1988 dans l'aile sud.
Sept salles ont été aménagées au rez-de-chaussée : 
- l'accueil ;
- La rencontre entre le capitaine Arthur Phillip et Lapérouse ;
- L'océan pacifique cet inconnu sur les explorateurs comme Willem Janszoon, William Dampier, Louis Aleno de Saint-Aloüarn et l'évolution des instruments de navigation qui permirent à James Cook et Lapérouse d'explorer la côte est de l'Australie ;
- Jean-François de Galaup de La Perouse et sa carrière maritime jusqu'en 1792 ;
- un bureau, une salle pour les archives et la conservation et les toilettes pour le public.

Au premier étage se trouvent :
- Les préparatifs de l'expédition : préparatifs matériels et constitution des équipages notamment scientifiques ;
- Les instructions du roi Louis XVI et les programmes d'études de l'Académie des sciences et de la Société royale de médecine ;
- Le voyage en trois salles : de 1785 à 1786, de 1786 à 1787 et de 1787 à 1788 ;
- À la recherche de l'expédition perdue : Antoine Bruny d'Entrecasteaux et ses deux gabarres renommées frégates ; l’Appendice au voyage de D’Entrecasteaux de Beautemps-Beaupré paru en 1808.
- Premières découvertes : Dumont D'Urville et le capitaine Peter Dillon ;
- Vanikoro et les épaves.

L'aménagement a été subventionné par : l'UTA, le Dr M. S. Lefebvre, l'Union des assurances de Paris, Elf Aquitaine, la Société générale, la Banque nationale de Paris, Bernard de Tarlé, le Crédit lyonnais Australia Ltd et le club 200.
Le musée est ouvert le dimanche de 10h à 16h et fait l'objet d'une visite guidée sur rendez-vous pour les scolaires de 9-10 ans.